# Saint-Étienne-au-Mont
Saint-Étienne-au-Mont (flämisch: Sint-Stevens Bergen) ist eine französische Gemeinde mit 5.051 Einwohnern (Stand: 1. Januar 2022) im Département Pas-de-Calais in der Region Hauts-de-France; sie gehört zum Arrondissement Boulogne-sur-Mer und zum Kanton Outreau. Die Einwohner werden Stéphanois genannt.

## Geographie

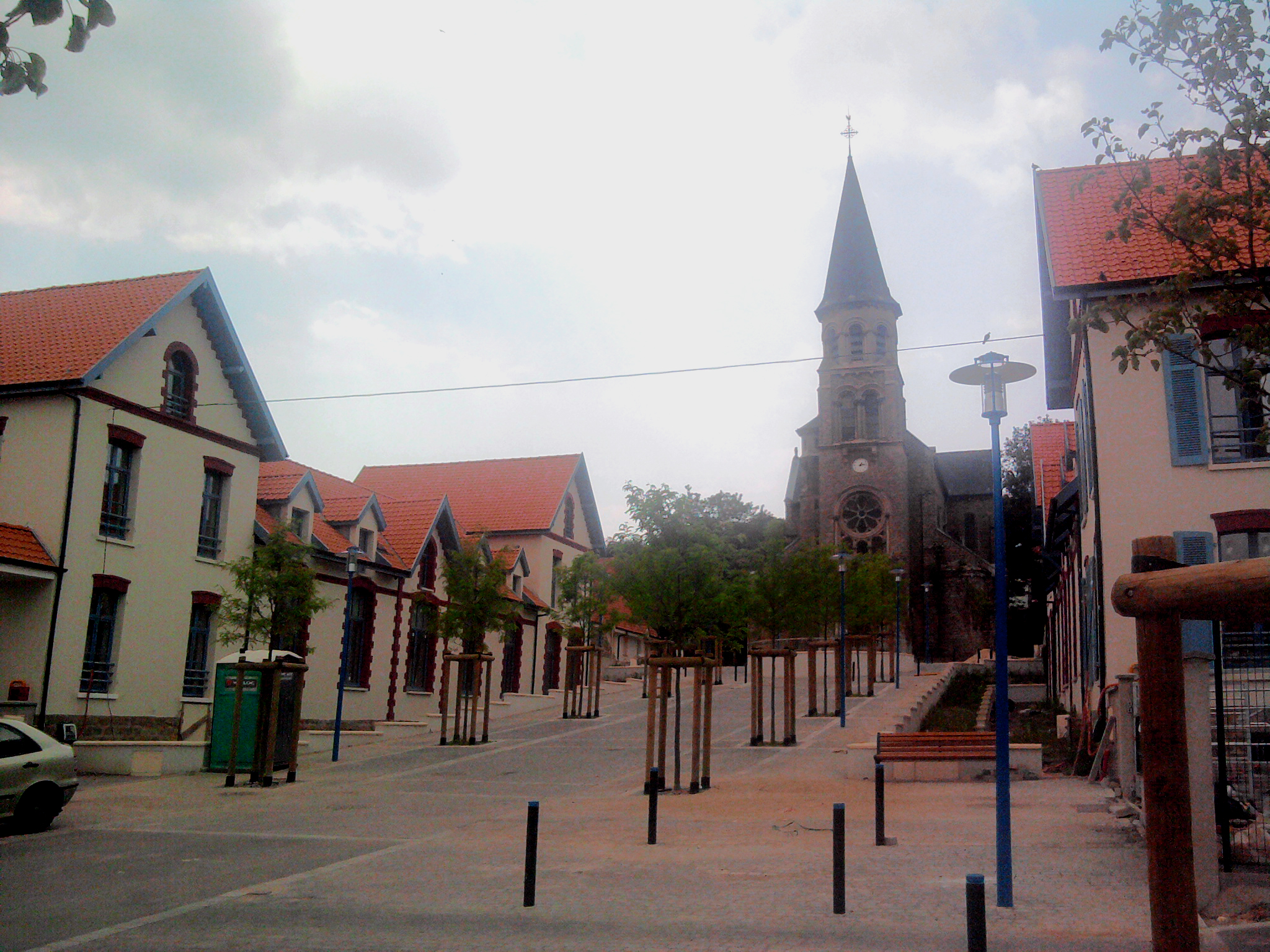
Saint-Étiene-au-Mont innerorts

Die Gemeinde besteht aus den Ortschaften Pont-de-Briques und Écault. Saint-Étienne-au-Mont liegt am Fluss Liane nahe der Atlantikküste, die hier Opalküste genannt wird. Die Gemeinde gehört zum Regionalen Naturpark Caps et Marais d’Opale. Im Gemeindegebiet befindet sich auch die Parkverwaltung des Meeresnaturparks Estuaires Picards et Mer d’Opale
Umgeben wird Saint-Étienne-au-Mont von den Nachbargemeinden Outreau im Norden, Saint-Léonard im Nordosten, Isques im Osten, Condette im Süden und Südosten, Neufchâtel-Hardelot im Südwesten sowie Équihen-Plage im Nordwesten.

## Bevölkerungsentwicklung
| Jahr      | 1962 | 1968 | 1975 | 1982 | 1990 | 1999 | 2006 | 2011 |
| Einwohner | 3423 | 4389 | 4301 | 4632 | 5037 | 4995 | 5059 | 5083 |

Ab 1962 nur Einwohner mit Erstwohnsitz

## Sport
Im Jahr 2025 führte die Tour de France auf der 2. Etappe durch die Gemeinde Saint-Étienne-au-Mont. Auf der Rue Pasteur wurde mit der Côte de Saint-Étienne-au-Mont (111 m) eine Bergwertung der 3. Kategorie abgenommen. Diese wies auf einer Länge von 1000 Metern eine durchschnittliche Steigung von 10,6 % auf. Die Bergwertung sicherte sich der Slowene Tadej Pogačar.

## Sehenswürdigkeiten
- Kirche Sainte-Thérèse
- Kapelle von Pont-de-Briques
- Schloss Audisque, 1747 erbaut, seit 1978 Monument historique
- Schloss Pont-de-Briques, von 1640 bis 1786 erbaut, seit 1974 Monument historique
- Soldatenfriedhöfe
- Chinesischer Friedhof

## Gemeindepartnerschaft
Mit der senegalesischen Gemeinde Kobongoye besteht eine Partnerschaft.